# Emilio Morosini

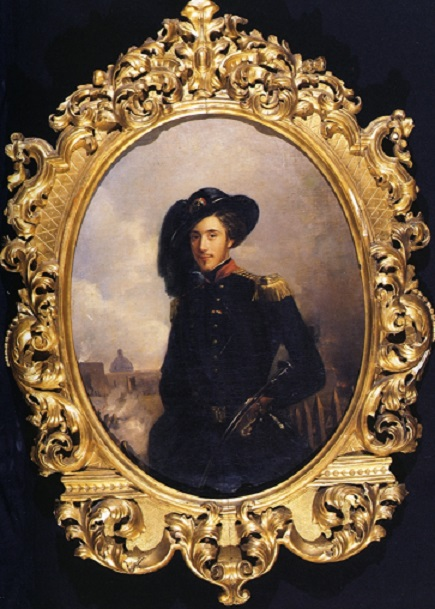
Antonietta Bisi, Ritratto del conte Emilio Morosini in divisa da bersagliere, Roma, Collezione Apolloni

Emilio Morosini (Varese, 26 giugno 1830 – Roma, 30 giugno 1849) è stato un patriota italiano.

## Biografia
Figlio del nobile Gian Battista Morosini originario di Vezia (distretto di Lugano) e di donna Emilia Zeltner di Soletta, nacque a Varese dove la famiglia si era trasferita dal Canton Ticino. Unico maschio con cinque sorelle (Luigia, Annetta, Giuseppina, Carolina e Cristina, di cui Giuseppe Verdi fu maestro di musica), crebbe sotto l'influsso dell'educatore e coraggioso patriota Angelo Fava e studiò a Milano nel ginnasio di Brera e al liceo di Porta Nuova. Qui conobbe e strinse amicizia con i fratelli varesini Enrico ed Emilio Dandolo e con Luciano Manara.
Insieme furono fra i primi a salire sulle barricate nelle Cinque Giornate del marzo 1848 e, nelle settimane successive, combatterono più volte contro gli Austriaci, come ufficiali del primo battaglione dei bersaglieri lombardi comandato dal Manara a Castelnuovo del Garda, Lazise, Monte Suello e Gavardo, fino alla firma dell'armistizio di Salasco, che riportò la pace fra Austria e Piemonte dopo le sconfitte di Sommacampagna e Custoza. I quattro amici rifiutarono però di rifugiarsi in Svizzera, dove pure avrebbero avuto un riparo sicuro e restarono nel Vercellese, a Trino e Casale come ufficiali delle truppe ausiliarie dell'esercito piemontese.
Fallita la prima guerra d'indipendenza con la sconfitta di Novara, accorsero con Garibaldi nel 1849 a difendere la Repubblica Romana di Giuseppe Mazzini, inquadrati nel battaglione comandato da Manara. Durante gli scontri con le truppe francesi che assediavano il Gianicolo Emilio Morosini fu gravemente ferito il 29 giugno e morì due giorni dopo per le ferite riportate.